# Pheidole crassipes
Pheidole crassipes är en myrart som beskrevs av Mayr 1887. Pheidole crassipes ingår i släktet Pheidole och familjen myror.

## Underarter
Arten delas in i följande underarter:
- P. c. crassipes
- P. c. germaini
- P. c. grantae